# Cariboo Heart Range
Cariboo Heart Range är ett berg i Kanada.   Det ligger i provinsen British Columbia, i den centrala delen av landet, 3 700 km väster om huvudstaden Ottawa. Toppen på Cariboo Heart Range är 1 883 meter över havet, eller 35 meter över den omgivande terrängen. Bredden vid basen är 0,24 km.
Terrängen runt Cariboo Heart Range är huvudsakligen kuperad. Trakten runt Cariboo Heart Range är nära nog obefolkad, med mindre än två invånare per kvadratkilometer.. Det finns inga samhällen i närheten. 
I omgivningarna runt Cariboo Heart Range växer i huvudsak barrskog.